# あくびのむこうにとびだそう
「あくびのむこうにとびだそう」は、日本の楽曲。作詞：近江靖子、作曲：横山菁児、歌：西六郷少年少女合唱団。

## 概要
1970年4月 - 5月、NHKの『みんなのうた』で紹介。大きなあくびを「地球をのんじゃいそう」などとユニークな表現で歌った楽曲。映像は古川タク製作のアニメで、現在常連の古川にとっては、1969年8月 - 9月放送の「みどりの牧場で」に次いで2曲目の担当。映像では「あくび」をイメージした宇宙人が登場する。
キングレコードから発売されたLPには収録されたものの、再放送やDVD化はされなかったが、2011年から始まった「みんなのうた発掘プロジェクト」で映像が見つかり、2012年3月15日深夜放送の『みんなのうた発掘スペシャル』で42年ぶりに再放送、そして4月 - 5月では定時番組でも再放送された。